# Меллорин
Меллорин — более дешёвая иммитация мороженого, изготовленная с использованием жиров, отличных от молочных. Меллорин можно приготовить как из животного жира, так и из растительного.
Меллорин производится так же, как и мороженое, за исключением замены молочного жира высокорафинированными жирами (растительным маслом). Он изготавливается путём замораживания при перемешивании, пастеризованной смеси обезжиренных сухих веществ, полученных из молока, и животного или растительного жира (или и того, и другого). После этого его взбивают углеводным подсластителем и добавляют ароматизаторы.
После Второй мировой войны Меллорин стал продуктом необходимости. В США промышленные товары военного времени, изготовленные из хлопка, хлопчатниковой муки и хлопчатникового масла, больше не использовались военными в больших количествах. Хлопковое масло находило мирное применение в заправках для салатов, майонезе, а также в меллорине — заменителе мороженого. В 1973 году Управление по санитарному надзору за качеством пищевых продуктов и медикаментов США (FDA) создало стандарт идентичности для меллорина в рамках своих усилий по стимулированию инноваций в новых продуктах и маркировке информации о пищевой ценности.